# Lankendorf
Lankendorf ist ein Gemeindeteil des Markts Weidenberg im Landkreis Bayreuth (Oberfranken, Bayern). Die Gemarkung Lankendorf hat eine Fläche von 5,180 km². Sie ist in 334 Flurstücke aufgeteilt, die eine durchschnittliche Fläche von 15507,53 m² haben. In ihr liegt neben dem namensgebenden Ort der Gemeindeteil Ützdorf.

## Geographie
Der Weiler liegt auf einer Hochebene. Im Südwesten grenzt das Seulbitzer Holz an, ansonsten ist der Ort von Acker- und Grünland umgeben. Die Kreisstraße BT 6/BTs 6 führt nach Weidenberg zur Staatsstraße 2463 (2,6 km östlich) bzw. nach Seulbitz (2,9 km westlich) bzw. nach Weidenberg (2 km südöstlich). Gemeindeverbindungsstraßen führen nach Ützdorf (1 km nordwestlich) und nach Lessau (2,4 km südlich).

## Geschichte
Der Ort wurde im Jahr 1421 erstmals urkundlich erwähnt. Das Bestimmungswort des Ortsnamens ist der Personenname Lanho.
Gegen Ende des 18. Jahrhunderts gab es in Lankendorf 6 Anwesen (3 Höfe, 2 Halbhöfe, 1 Sölde). Die Hochgerichtsbarkeit stand dem bayreuthischen Stadtvogteiamt Bayreuth zu. Die Dorf- und Gemeindeherrschaft sowie die Grundherrschaft über sämtliche Anwesen hatte das Hofkastenamt Bayreuth.
Von 1797 bis 1810 unterstand Lankendorf dem Justiz- und Kammeramt Bayreuth. Nachdem im Jahr 1810 das Königreich Bayern das Fürstentum Bayreuth käuflich erworben hatte, wurde der Ort bayerisch. Infolge des Gemeindeedikts wurde Lankendorf dem 1812 gebildeten Steuerdistrikt Untersteinach zugewiesen. Zugleich entstand die Ruralgemeinde Lankendorf. Sie war in Verwaltung und Gerichtsbarkeit dem Landgericht Weidenberg zugeordnet und in der Finanzverwaltung dem Rentamt Bayreuth (1919 in Finanzamt Bayreuth umbenannt). Mit dem Gemeindeedikt von 1818 wurde Ützdorf eingegliedert. Ab 1862 gehörte Lankendorf zum Bezirksamt Bayreuth (1939 in Landkreis Bayreuth umbenannt). Die Gerichtsbarkeit blieb beim Landgericht Weidenberg (1879 in Amtsgericht Weidenberg umgewandelt), seit 1931 ist das Amtsgericht Bayreuth zuständig. Die Gemeinde hatte 1964 eine Gebietsfläche von 5,172 km². Im Zuge der Gebietsreform in Bayern wurde die Gemeinde Lankendorf am 1. Januar 1972 nach Weidenberg eingemeindet.

### Baudenkmäler
- Steinkreuz[12]

## Religion
Lankendorf ist seit der Reformation evangelisch-lutherisch geprägt und war ursprünglich nach Weidenberg gepfarrt. Heute ist St. Johannis (Bayreuth) zuständig.